# Pleurothallis fasciata
Pleurothallis fasciata är en orkidéart som beskrevs av Seehawer. Pleurothallis fasciata ingår i släktet Pleurothallis och familjen orkidéer. Inga underarter finns listade i Catalogue of Life.